# Juillet 1793

## Événements
- France :

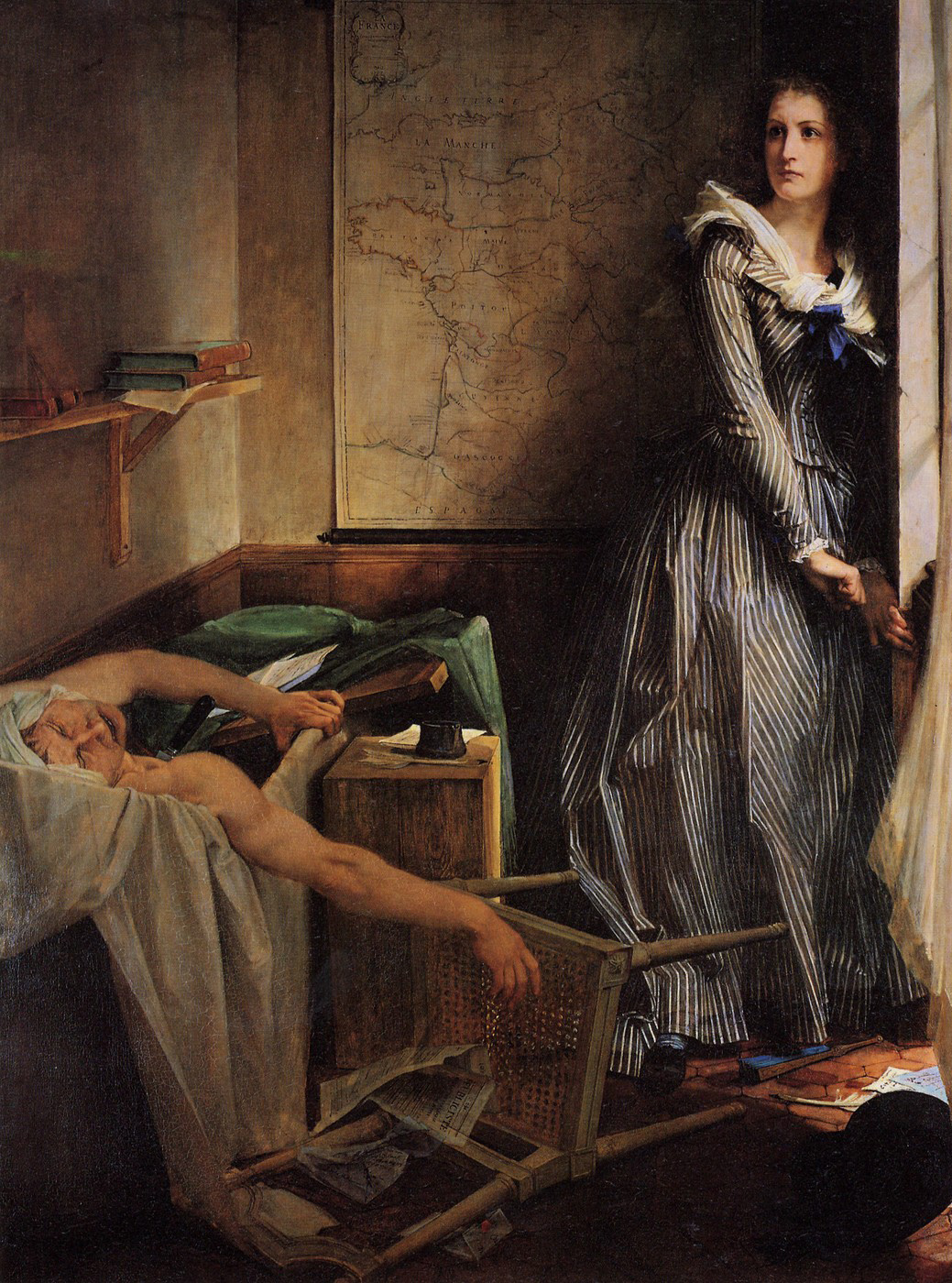
13 juillet : Assassinat de Jean-Paul Marat par Charlotte Corday, toile de Paul Baudry, 1860

- luttes au sein du Comité de Salut Public ; Danton en sort le 10 juillet, laissant le champ aux robespierristes.

- 3 juillet : 
  - le naturaliste Louis Jean-Marie Daubenton prend la direction du Muséum d'histoire naturelle.
  - première bataille de Moulin-aux-Chèvres.

- 5 juillet : Première bataille de Châtillon (1793).

- 6 au 10 juillet, France : le Comité de salut public délibère en secret.

- 8 juillet, France : décret relatif à l’organisation des secours à accorder annuellement aux enfants, aux vieillards et aux indigents[1]

- 10 juillet : prise de Condé par les Autrichiens[2].

- 13 juillet, France : 
  - assassinat de Jean-Paul Marat par Charlotte Corday;
  - échec des fédéralistes normands à la bataille de Brécourt.

- 13 et 14 juillet : bataille de Brécourt.
- 14 juillet : décès du Saint de l'Anjou à Saint-Florent-le-Vieil.

- 15 juillet, France : bataille de Martigné-Briand.
- 16 juillet, France : exécution du maire jacobin de Lyon, Joseph Chalier.

- 17 juillet, France : 
  - La Convention montagnarde prononce l'abolition de toutes les redevances féodales,
  - Jugement de Charlotte Corday à Metz [3]
  - Bataille de Perpignan.

- 18 juillet, France : bataille de Vihiers

- 19 juillet, France : loi sur la propriété littéraire et artistique.

- 23 juillet : 
  - capitulation de Mayence[4].
  - lettre du duc de Parme autorisant le retour officiel des jésuites dans ses États[5].

- 25 juillet, France : Napoléon Bonaparte est envoyé à Avignon pour en déloger les fédéralistes marseillais[6].

- 26 juillet, France : loi sur l'accaparement.

- 26 au  26 juillet : bataille des Ponts-de-Cé

- 27 juillet, France : entrée de Robespierre au Comité de salut public.

- 28 juillet : prise de Valenciennes par les Autrichiens[2].

- 30 juillet, France : deuxième bataille de Luçon.

- 31 juillet, France : sur rapport de Bertrand Barère, la Convention décrète que les tombeaux et mausolées des « ci-devant rois », élevés dans l'église Saint-Denis, « dans les Temples et autres lieux », dans toute l'étendue de la République, seront détruits le 10 août qui suit.

## Naissances
- 2 juillet : Auguste-Nicolas Vaillant, né le 2 juillet 1793 à Paris et décédé dans la même ville le 1er novembre 1858.
- 6 juillet : Jacobus Mattheüs de Kempenaer, né à Amsterdam.
- 10 juillet : Philip Barker Webb, botaniste britannique, né à Milfort House dans le Comté de Surrey.
- 14 juillet : George Green (mort en 1841), physicien britannique.
- 18 juillet : Marie-Louise Charlotte Gabrielle Gibert, dite Caroline Gibert de Lametz, à Coulommiers.
- 19 juillet : Jean-Alfred Gautier (mort en 1881), astronome suisse.
- 22 juillet : Eugène Walckiers compositeur et flûtiste français, à Avesnes-sur-Helpe.
- 29 juillet : Ján Kollár (mort en 1852), écrivain, archéologue, scientifique et homme politique slovaque.

## Décès
- 13 juillet : Marat, pamphlétaire et député, assassiné (° 24 mai 1743).
- 17 juillet : 
  - Charlotte Corday, meurtrière de Marat guillotinée (° 27 juillet 1768).
  - Marie Joseph Chalier,  guillotiné.
- 23 juillet : Roger Sherman, avocat et homme politique américain